# 由布院溫泉

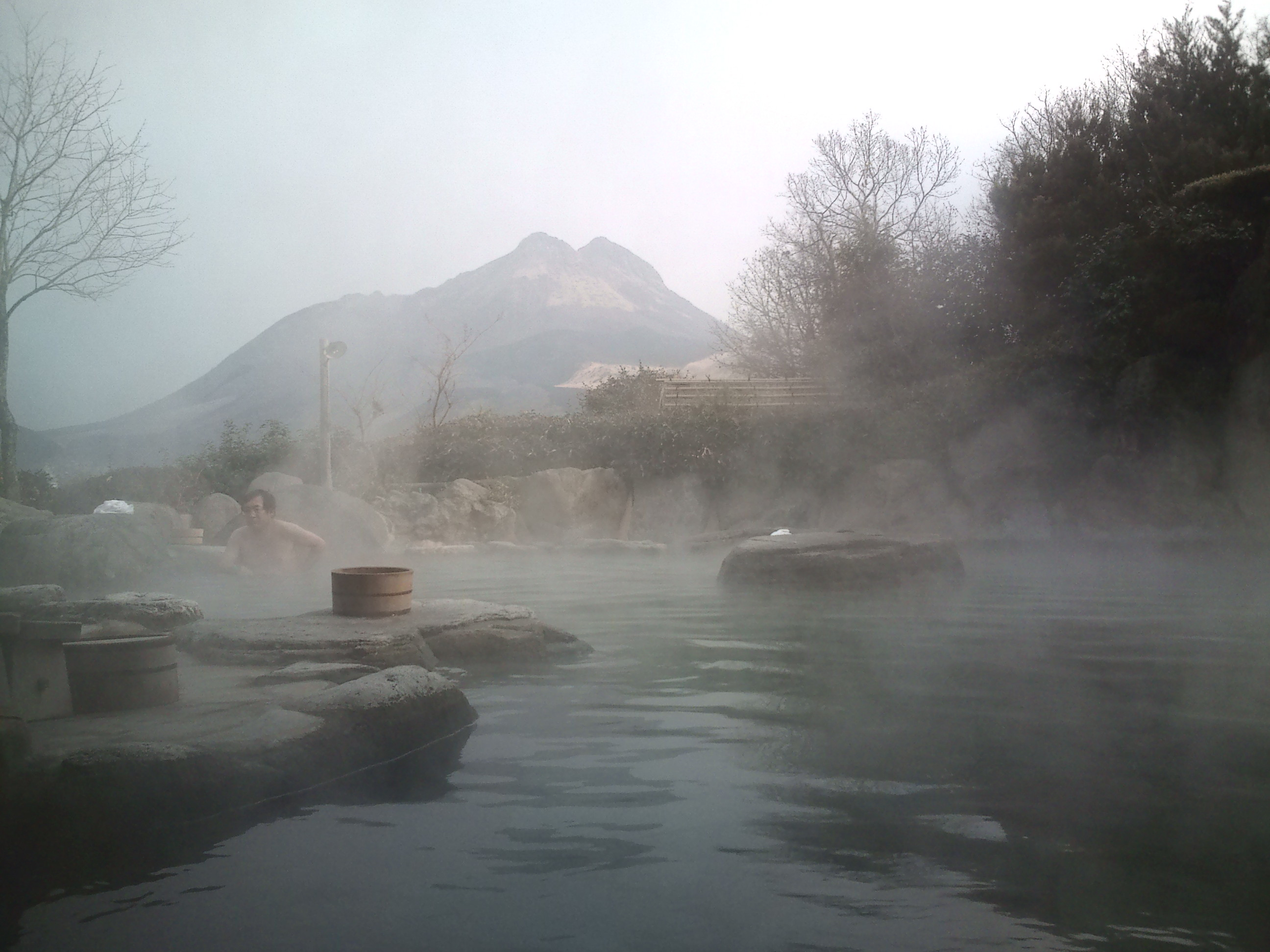
由布院溫泉的一處露天溫泉，背景為由布岳。

由布院溫泉是位於日本大分縣由布市湯布院町地區的一個溫泉區，由於鄰近的活火山由布岳的緣故，擁有非常豐沛的溫泉水量，泉源852處，溫泉水量達每分鐘36,600公升，為全日本排名第二，僅次於相鄰的別府溫泉。
由由布院車站往溫泉區方向的區域被稱為「由布見通」，一直延伸到金鱗湖的區域也被稱為「湯之坪街道」，區域內有大量雑貨店、餐廳、美術館。而溫泉旅館主要分布在河川兩岸。
久大本線的特急列車「由布號」得名於由布院溫泉。

## 特色

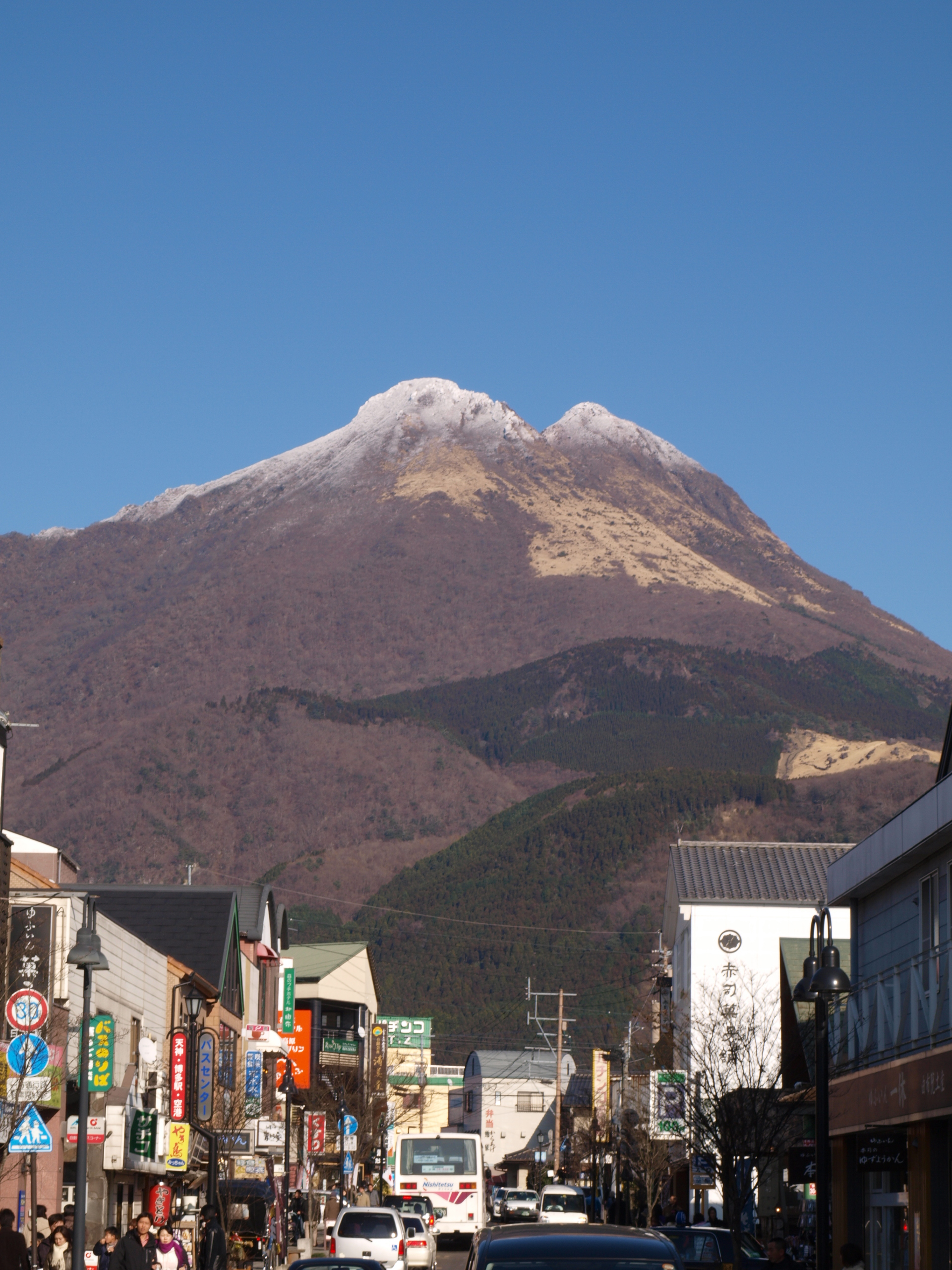
由布院車站前往由布見通方向看到的由布岳。

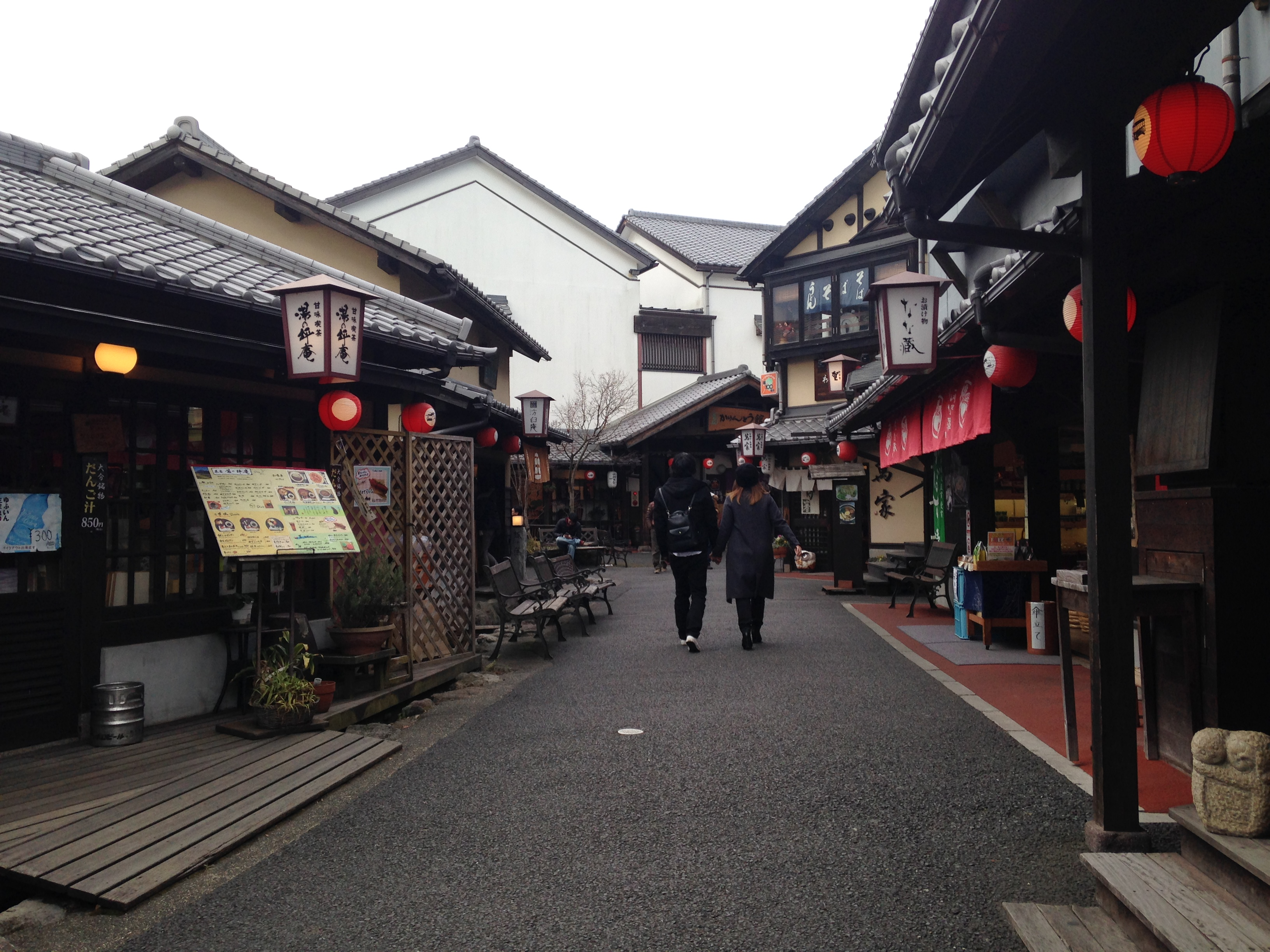
由布院温泉街・湯の坪横丁。

由布岳
從由布岳車站前往溫泉區方向，可正面見到由布岳。
霧
由於位於山區的盆地，在早晨常有霧。

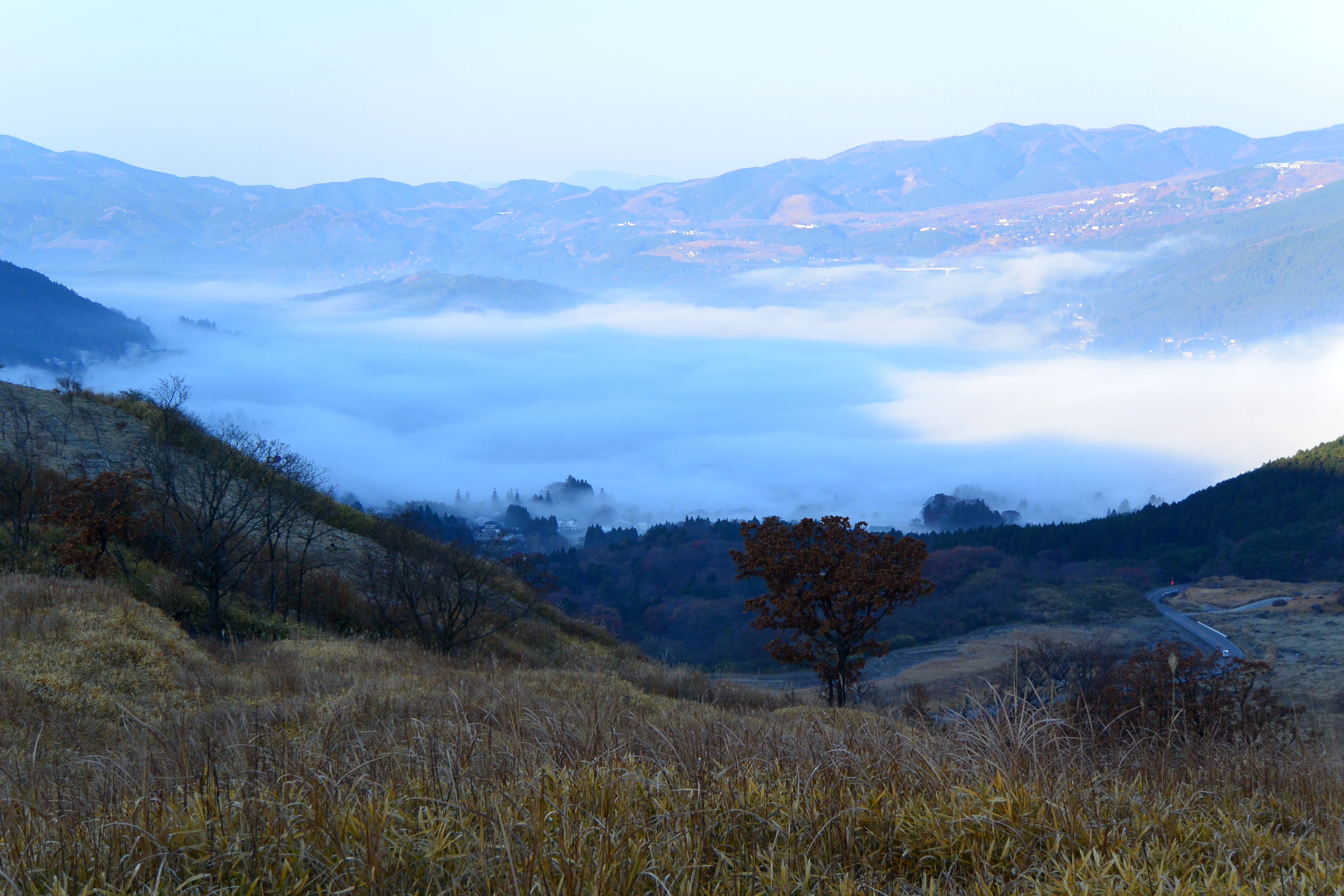
冬季在湯布院盆地的晨霧。
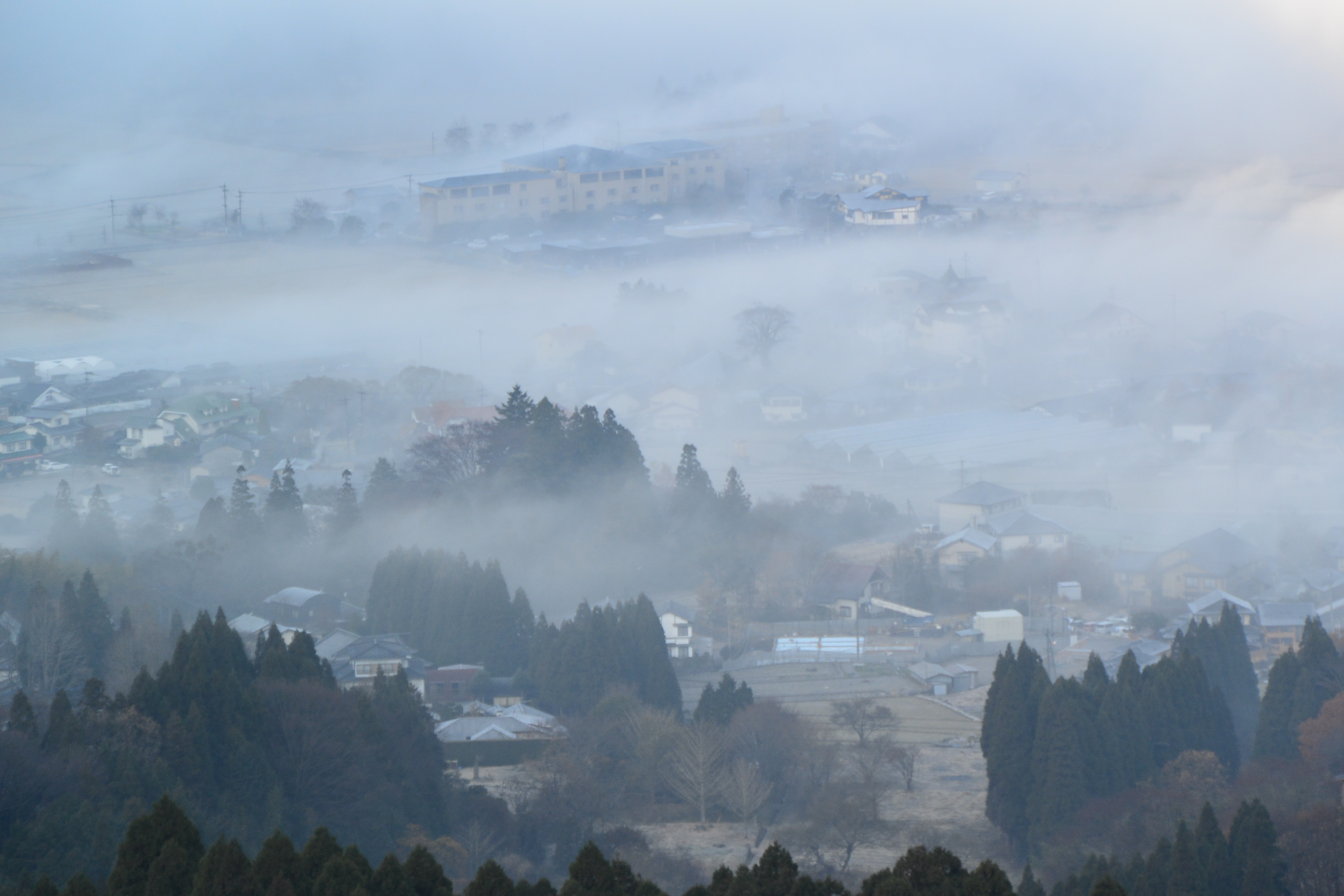
晨霧稍微散開後。

## 歴史
過去與別府地區同樣屬於豐後國速見郡，因此由布院溫泉曾被列為別府十湯之一，但在1924年別府町改制為別府市後，由布院溫泉與別府市分屬不同行政區劃下，因此被從別府十湯中除名，別府十湯則被改為現在使用的「別府八湯」。

## 「由布院」和「湯布院」
溫泉區的正式名稱是「由布院溫泉」，而「湯布院」的名稱則是1955年原湯平村和由布院町合併後的新行政區劃名稱「湯布院町」的町名。此後許多旅行資料上開始使用「湯布院」的名稱來介紹此地，但實際在在湯布院町轄區內並無叫做「湯布院溫泉」的溫泉區。

## 外部連結
- （日語） 由布院溫泉觀光協會 （页面存档备份，存于）